# Floressas
Floressas település Franciaországban, Lot megyében. Lakosainak száma 179 fő (2022. január 1.). Floressas Vire-sur-Lot, Grézels, Lacapelle-Cabanac, Puy-l’Évêque, Sérignac és Porte-du-Quercy községekkel határos.

## Népesség
A település népességének változása:
| Lakosok száma | 172  | 205  | 199  | 146  | 160  | 161  | 163  | 170  | 173  | 179  |
|               | 1968 | 1982 | 1990 | 2006 | 2013 | 2015 | 2017 | 2019 | 2020 | 2022 |